# مایکل کوهن
مایکل کوهن (انگلیسی: Michael Cohen؛ ‏۲۸ مارس ۱۹۳۷ – ۱۱ فوریه ۲۰۱۸) جراح، آسیب‌شناس، نسل‌شناس، انسان‌شناس و پژوهشگر بازنشسته از دانشگاه دالهاوزی در ایالات متحده آمریکا بود.
کوهن نخستین کسی است که سندرم پروتئوس را در سال ۱۹۷۹ میلادی توصیف کرد. وی دارای مدرک کارشناسی و دکترا در رشتهٔ انسان‌شناسی است. علاوه بر آن دارای دکترای جراحی دندان و کارشناسی ارشد پاتولوژی دهان و فک و همچنین گواهینامهٔ بهداشت جهانی است. مایکل کوهن مدتها استاد رشتهٔ جراحی فک و دهان در دانشگاه واشینگتن (در سیاتل، واشینگتن) و دانشگاه دالهاوزی در کانادا بود و در سال ۲۰۰۶ بازنشسته شد. او بیش از ۴۵۰ مقاله نگاشته و در تألیف ۱۱ کتاب مشارکت داشته‌است.